# Blackburneus zairensis
Blackburneus zairensis är en skalbaggsart som beskrevs av S. Endrödi 1979. Blackburneus zairensis ingår i släktet Blackburneus och familjen Aphodiidae. Inga underarter finns listade.